# KDNP
Kristdemokratiska folkpartiet  (ung: Kereszténydemokrata Néppárt, KDNP) är ett politiskt parti i Ungern. Officiellt är partiet i regeringskoalition med det dominerande partiet Fidesz, men i praktiken är det ett satellitparti till Fidesz. Ordförande är Zsolt Semjén.